# Order Zasługi Indochin
Order Zasługi Indochin (fr. Ordre du Mérite indochinois) – francuskie regionalne odznaczenie cywilne.

## Historia
W dniu 30 kwietnia 1900 roku francuski gubernator generalny Indochin Francuskich Paul Doumer dekretem ustanowił odznaczenie, które miało stanowić wyróżnienie dla mieszkańców Indochin, którzy wyróżnili się w rozwoju rolnictwa, przemysłu, handlu i sztuki.
Odznaczenie miało trzy klasy: klasa 1 – złota, 2 – srebrna i 3 – brązowa.

## Zasady nadawania
Odznaczenie zgodnie z dekretem było nadawane przez generalnego gubernatora na wniosek odpowiedniego dyrektora departamentu za wybitne zasługi w rozwoju rolnictwa, przemysłu, handlu i sztuki.
Zgodnie z art. 3 dekretu mogło być nadane 10 odznaczeń 1 klasy, 100 – 2 klasy i 500 – 3 klasy, kolejne odznaczenia mogły być nadane tylko w przypadku śmierci posiadacza odznaczenia danej klasy. W ten sposób cały czas liczba posiadaczy orderu musiała spełniać warunek art. 3 dekretu.

## Opis odznaki
Odznaką odznaczenia jest sześcioramienna gwiazda, której ramiona zakończone są kulkami. W środku gwiazdy znajduje się okrągła tarcza. Awers i rewers mają identyczny kształt i rysunek.
Na tarczy, w środku gwiazdy znajduje się napis w języku wietnamskim, pismem używającym chińskie znaki, który w tłumaczeniu na język francuski brzmi „il est méritoire de développer les connaissances” (pol. Rozwijanie wiedzy jest zasługą). Wokół tego napisu jest napis w języku francuskim INDOCHINE FRANÇAISE (pol. Indochiny Francuskie).
Odznaczenie zawieszone jest na wstążce orderowej w kolorze żółtym. Dodatkowo na wstążce orderu 1 klasy była umieszczona rozetka w kolorze żółtym.